# Скрипка Олег Владленович
Скрипка Олег Владленович (22 лютого 1964 — 20 квітня 1983) — учасник афганської війни.

## Життєпис
Народився 22 лютого 1964 у с. Чернеччина Краснопільського району Сумської області. Працював робітником Грязнянського цукрозаводу.
1 квітня 1982 призваний до лав Радянської Армії. Пройшов підготовку щодо дій у гірській місцевості (в/ч п/п 53336) за спеціальністю «радіотелеграфіст-розвідник». З травня 1982 р. проходив службу в Афганістані у розвідроті (в/ч п/п 53336).
Загинув 20 квітня 1983, надаючи медичну допомогу тяжко пораненому командиру взводу.
Похований на центральній алеї кладовища с. Чернеччина.

## Нагороди
- орден Червоної Зірки (25.08.1983, посмертно)

## Вшанування
- Одна з вулиць села Чернеччина названа на честь Олега Скрипки.[1]